# إرنست غريفز جونيور
إرنست غريفز جونيور (بالإنجليزية: Ernest Graves, Jr.) هو ضابط أمريكي، ولد في 6 يوليو 1924 في نيويورك في الولايات المتحدة، وتوفي في 21 مايو 2019 في مقاطعة أرلنغتون في الولايات المتحدة.